# Palazzo Gallio (Gravedona)
Palazzo Gallio (noto anche come Palazzo delle Quattro Torri) è una dimora cardinalizia che si trova a Gravedona, in provincia di Como.

## Storia

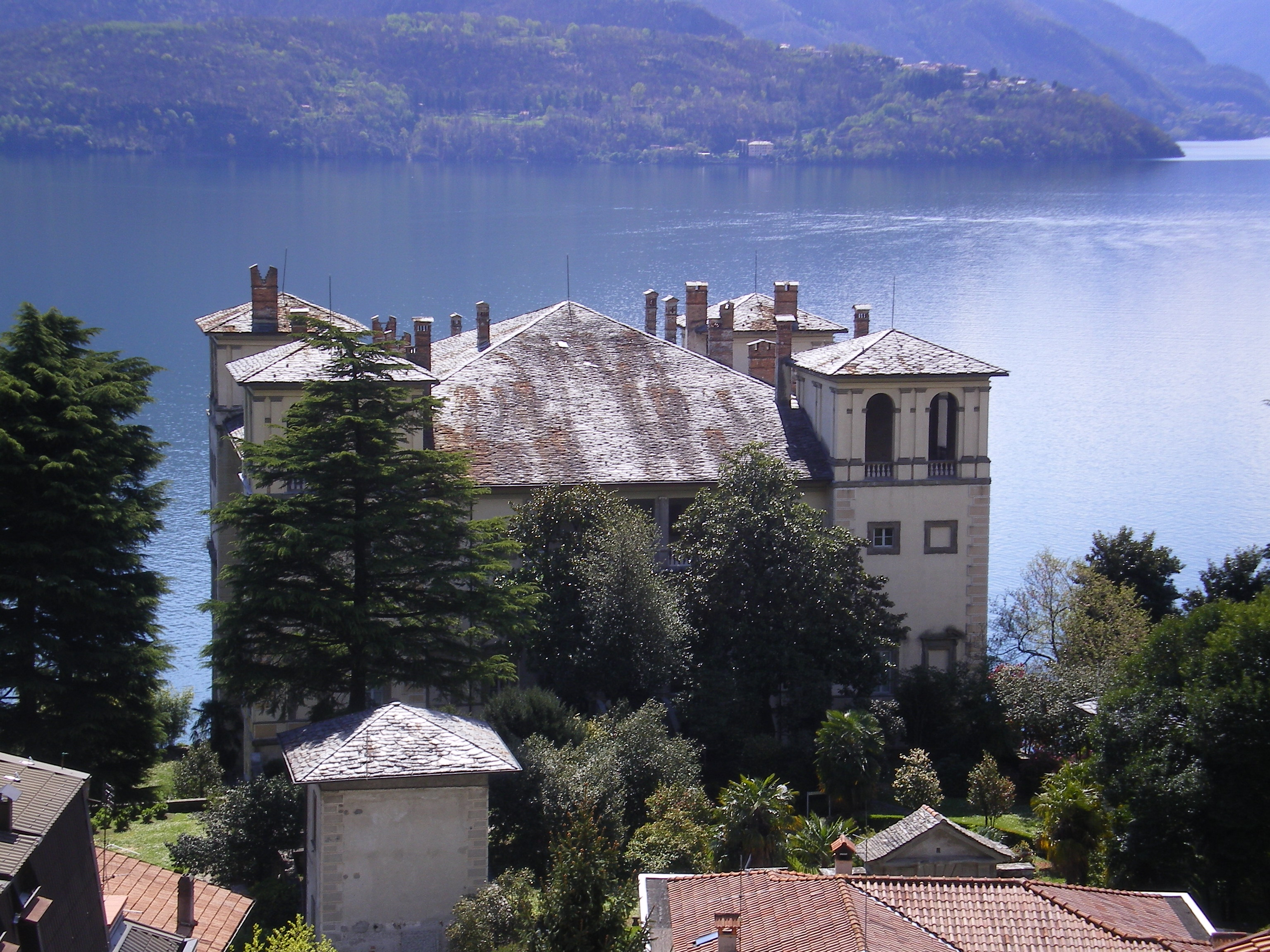
Il Palazzo visto dal retro.

La dimora venne fondata sul luogo ove sorgeva una fortificazione altomedievale del XII secolo, oggi non più esistente, alcuni resti della quale vennero inglobati nella cinta muraria del giardino.
Il palazzo fu costruito su commissione del cardinale e segretario di Stato al soglio pontificio Tolomeo Gallio, che ebbe il territorio delle Tre Pievi in feudo da Filippo II tra il 1579 e il 1580. La paternità del progetto, per molto tempo attribuita a Pellegrino Tibaldi è più probabilmente di Giovanni Antonio Piotti (attivo anche alla villa Pliniana di Torno e nei restauri della basilica comasca di Sant'Abbondio).
La posa della prima pietra è datata tra il 1586 e il 1587, e la sua costruzione viene attribuita dallo storico Giuseppe Maria Stampa nelle sue "Notizie storiche" al magistro Giacomo Curti di Gravedona. L'edificio venne però ultimato dopo il 1607, anno della morte del cardinale, che non poté quindi mai abitarvi.
Palazzo Gallio passò ai nipoti del Cardinale, i duchi d'Alvito, ma non fu mai utilizzato come residenza vera e propria.
Dopo essere stata completata nel 1620, la struttura visse un periodo di abbandono.
Durante l'occupazione da parte dei francesi e degli spagnoli fu utilizzato come ospedale, e durante la guerra che nel 1636 vide contrapposti proprio gli schieramenti di queste due potenze europee venne incendiato da Enrico II di Rohan.
Nel XVIII secolo il palazzo era dotato di un giardino formale, trasformato in un giardino all'inglese durante l'Ottocento.
All'inizio del XIX secolo, il palazzo fu ceduto a privati che ne adibirono una porzione a filanda.
Palazzo Gallio è oggi sede della Comunità montana Valli del Lario e del Ceresio ed è inserito nella lista dei Monumenti Nazionali.

## Descrizione
La villa è una solida mole quadrata che nelle quattro torri angolari ricorda l'antica vocazione castellana del luogo, mentre nelle due logge aperte sulle facciate verso il lago e verso monte si inserisce nella tradizione delle ville rinascimentali. I vani interni si articolano attorno ad un grande salone centrale, che partendo dalle logge attraversa l'edificio per tutta la sua lunghezza. Al primo piano si trova una cappella affrescata.
Il palazzo era circondato da un giardino citato fin dal 1500 per le rare essenze, che attualmente si distende verso monte, ed e caratterizzato dalla presenza di numerosi alberi di camelia. A questo proposito, ogni anno, la settimana precedente la Pasqua, nel Palazzo e nel giardino si tiene la "Mostra delle Camelie".